# 作头天齐庙
作头天齐庙，位于中华人民共和国山西省忻州市繁峙县繁城镇作头村，已列为山西省文物保护单位。

## 保护
2016年6月6日，作头天齐庙由山西省人民政府公布为第五批山西省文物保护单位，编号5-50。